# Анастасий II (папа римский)
Анаста́сий II (лат. Anastasius PP. II; ? — 19 ноября 498) — папа римский с 24 ноября 496 года по 19 ноября 498 года.

## Биография
Анастасий родился в Риме в семье священника. До избрания был диаконом.
Избрание Анастасия II папой было связано с желанием части влиятельных кругов Римской церкви отойти от жесткой линии его предшественников во взаимоотношениях с Византийской Церковью, найти точки для примирения и преодолеть так называемую Акакианскую схизму. Папы Феликс III (483—492) и Геласий I (492—496) вступили в конфронтацию с Восточной церковью и отлучили от церкви многих крупных религиозных деятелей, включая Акакия, Патриарха Константинопольского. После интронизации Анастасий направил миссию епископов Крескония и Германа в Константинополь с посланием к императору Анастасию I, где сообщал о своем избрании, а также выражал надежду на восстановление церковного единства. В своем послании Анастасий II писал, что действенность таинств не зависит от личных качеств совершающего их духовного лица, сравнивал благодать с лучами солнца, которые остаются чистыми и неискаженными, хотя порой проникают сквозь грязнейшие места. На основании этого Анастасий II, продолжая считать патриарха Акакия схизматиком, признал посвящения, а также обряды крещения, совершенные этим патриархом, действительными. Он считал, что после смерти Акакия возможно восстановление общения между Римской и Константинопольской Церквями. Но переговоры не удались. Попытки вести переговоры с диаконом Фотином, представителем Фессалоникийского архиепископа Андрея (в прошлом сторонника патриарха Акакия), отправленного в Константинополь для участия в богословских диспутах, вызвали недовольство среди римского духовенства. Сам факт принятия Фотина был расценен как предательство веры. В это время папа внезапно скончался, и его противники увидели в этом несомненный знак божественного суда.

## Наследие
Фракции, которые образовались во время правления Анастасия, выдвинули своих кандидатов на освободившийся престол. Фракция противников примирения предложила Симмаха, а сторонники курса Анастасия II — Лаврентия, что стало началом так называемой «Лаврентиевской схизмы» на западе.
Имя Анастасия II не было включено в древние мартирологи; даже тени подозрения о каких-то соглашениях с Константинополем было достаточно для того, чтобы он стал вторым (после Либерия) из неканонизированных Римских пап, хотя предполагаемая вина так и осталась неподтвержденной. Согласно средневековой легенде, нашедшей отражение в Божественной Комедии Данте, Анастасий II был ввержен в ад: «Здесь Папа Анастасий заточен / Вослед Фотину правый путь забывший» (Ад, XI, 8-9). Тем не менее, современные ученые считают это ошибкой: скорее всего, Данте имел в виду византийского императора того времени, Анастасия I.
Похоронен в соборе Св. Петра.